# Бутрос, Фуад
Фуад Бутрос (араб. فؤاد بطرس‎; 5 ноября 1917, Бейрут, Османская империя — 3 января 2016, Бейрут, Ливан) — ливанский юрист и государственный деятель, заместитель премьер-министра Ливана (1966—1968, 1976—1982).

## Биография и карьера
Родился в бейрутском районе Ашрафия в семье банкира Джорджа Бутроса. После разорения отца в 1929 году на фоне общего экономического кризиса был вынужден подрабатывать, чтобы заработать на жизнь.
Получил высшее юридическое образование в бейрутском Университете Св. Иосифа, закончив его в 1938 году, после чего работал в суде ассистентом (с 1939), а потом и судьёй (с 1942). В середине 1940-х какое-то время служил чиновником военного ведомства, познакомившись в этот период с командующим Фуадом Шехабом. С 1947 года вернулся к юридической практике.
После занятия Фуадом Шехабом в 1958 году кресла президента Ливана, в 1959 году был назначен министром планирования и министром образования. Получив некоторую известность и политический базис, в 1960 году также выдвинул свою кандидатуру в Национальную ассамблею Ливана от Бейрута, выиграв выборы и заняв пост вице-спикера. Его законодательная деятельность продолжилась и в следующем созыве парламента. В 1961 году к его обязанностям добавляется портфель министра юстиции (до 1964 года).
В 1964 году Фуада Шехаба на посту президента страны сменил политик того же умеренного направления Шарль Элу, назначивший его на должности: министра образования (1966), министра обороны (1966), заместителя премьер-министра Ливана (1966—1968), министра иностранных дел и туризма (1968).
При следующем президенте, Сулеймане Франжье, не принимал участия в работе кабинета министров, однако вновь вернулся в его состав после вступления в конце 1976 года в должность главы государства Ильяса Саркиса, занимая в его правительстве должности министра обороны, министра иностранных дел и заместителя премьер-министра.
Закончив своё формальное участие в правительстве в 1982 году, остался одной из главных фигур ливанской дипломатии, зачастую посредника между различными сторонами. В частности, когда в 2001 году маронитские епископы и патриарх Насралла Бутрос Сфейр призывали сирийские власти вывести войска из Ливана, он был призван играть роль посредника между маронитской патриархией и президентом Сирии Башаром Асадом. Посредничество продолжалось несколько недель, но в итоге окончилось отказом Асада, не желавшего идти ни на какие уступки. В 2005 году правительство Фуада ас-Синьора поставило его во главе национального комитета по реформе закона о выборах, состоящего из влиятельных фигур юридической и академической сфер. В июне 2006 года комитет представил свой проект, предусматривающий систему, промежуточную между действовавшей в Ливане мажоритарной и пропорциональной избирательными системами с прозрачным механизмом мониторинга, а также вводящую 30-процентную квоту для кандидатов-женщин. Реформированную избирательную систему предлагалось частично запустить, начиная с выборов 2013 года. Проект был должен обсуждаться правительством в июле 2006 года, но был заморожен на фоне нового разгорания ближневосточных конфликтов.

### Смерть
Скончался  около полудня 3 января 2016 года в Бейруте, был отпет и похоронен 5 января при греческо-православной церкви Св. Николая в Ашрафии.

## Награды
- Премия им. Ильяса Храуи (2011)
- Национальный орден Кедра степени «великий офицер» (2011)[1]

## Дополнительные ссылки
- Mikati: Fouad Boutros, huge loss for Lebanon (англ.). National News Agency - Lebanese Republic Ministry of Information (3 января 2016). Дата обращения: 21 ноября 2016.
- Ex-foreign minister Fouad Boutros dies at age 95 (англ.). The Daily Star (Lebanon) (4 января 2016). Дата обращения: 21 ноября 2016.
- Michael Young. Lebanon mourns the loss of a man of great integrity (англ.). The National (6 января 2016). Дата обращения: 21 ноября 2016.